# Küstelberg

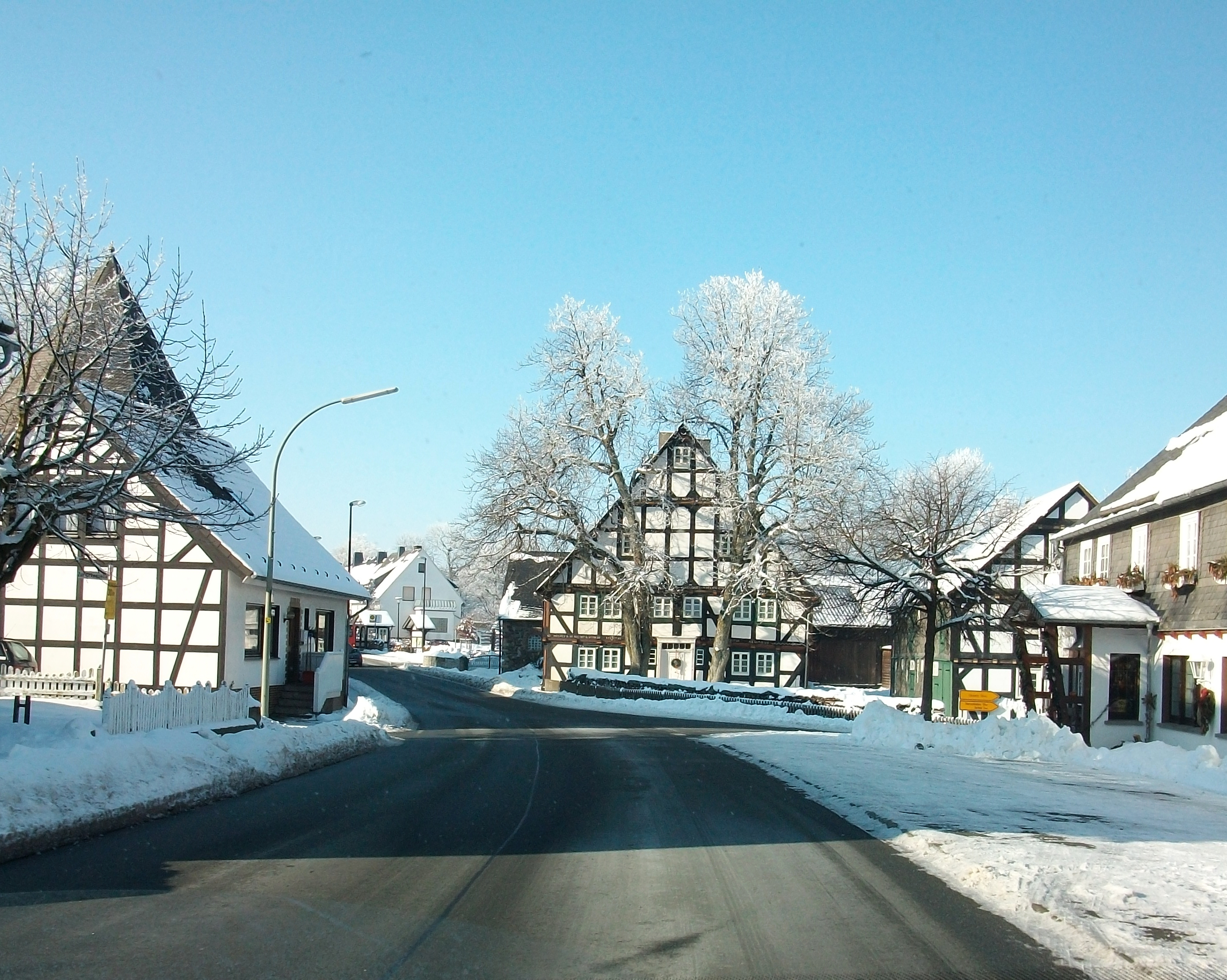
Ortsdurchfahrt Küstelberg

Küstelberg ist ein Stadtteil von Medebach im Hochsauerlandkreis, Nordrhein-Westfalen (Deutschland) mit 226 Einwohnern (Stand Februar 2021).

## Geographische Lage
Küstelberg befindet sich im Nordteil des Rothaargebirges als westnordwestlicher Stadtteil von Medebach. Es liegt zwischen den Bergen Hillekopf (804,9 m ü. NN) im Norden, Schlossberg (790 m) im Ost-Südosten sowie Großer Höcherkopf (764,3 m) und Reetsberg (792,2 m) im Süden und Halle (693,1 m) im Westen. Der Ortskern liegt an einer Stelle direkt nördlich der Kirche auf 666,1 m Höhe.
Direkt am südlichen Ortsrand entspringt die Orke, die einen westlichen Zufluss der Eder darstellt (daher heißt eine Straße in Küstelberg „Zur Orkequelle“), am nordöstlichen Ortsrand der Dittelsbach, der ein westlicher Zufluss der Wilden Aa ist.

## Geschichte

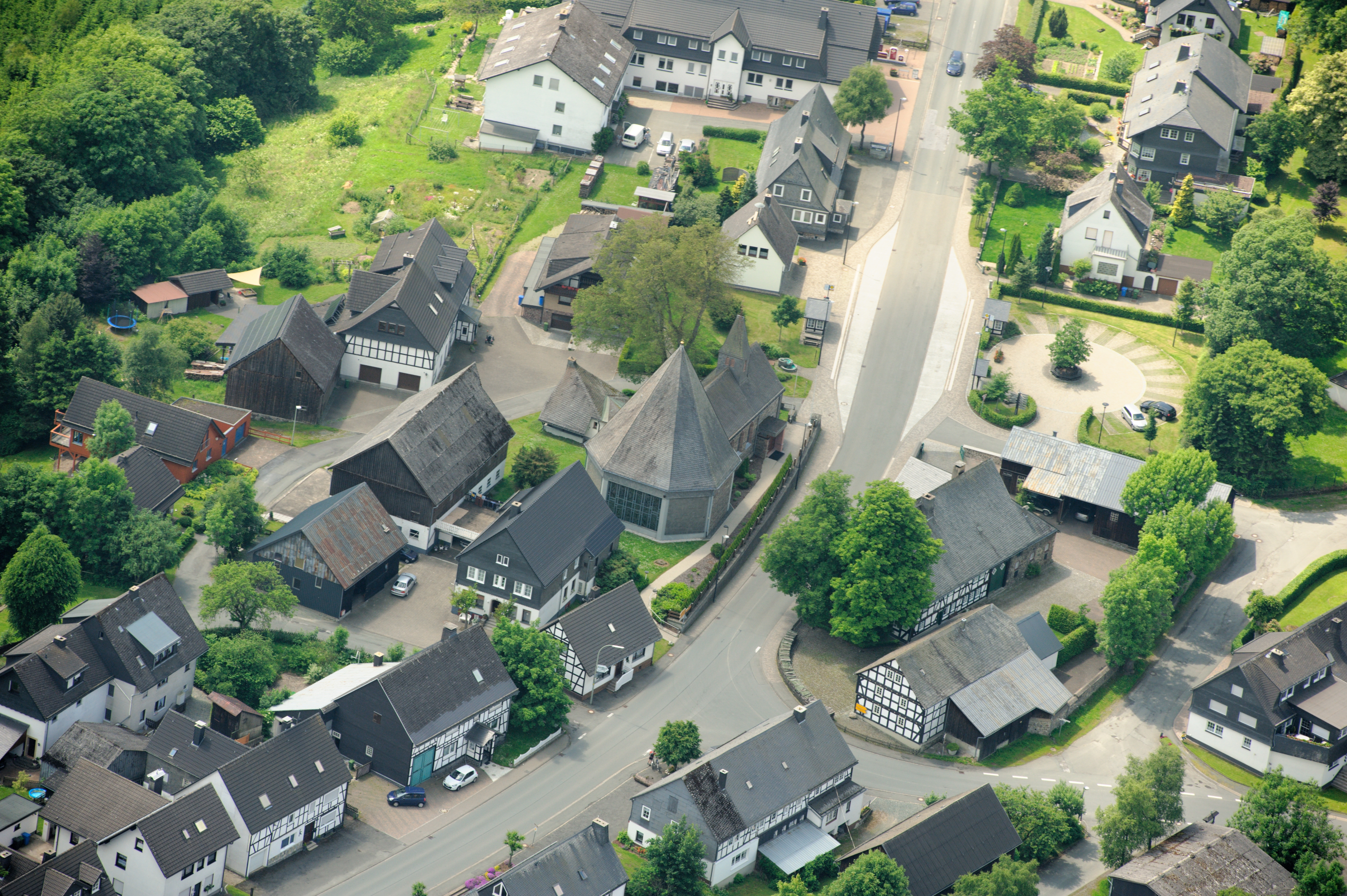
Luftaufnahme von der Laurentiuskirche

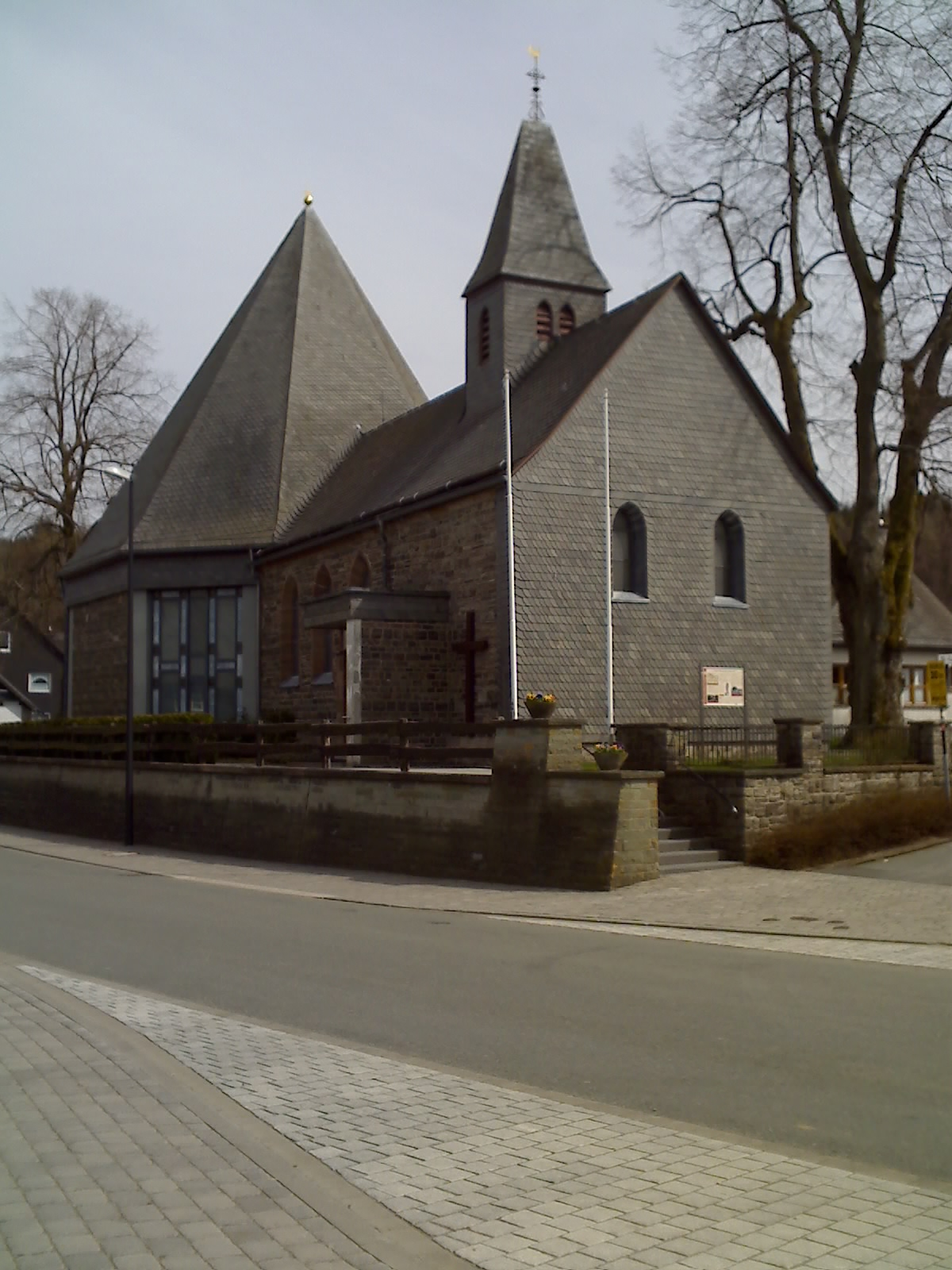
Laurentiuskirche

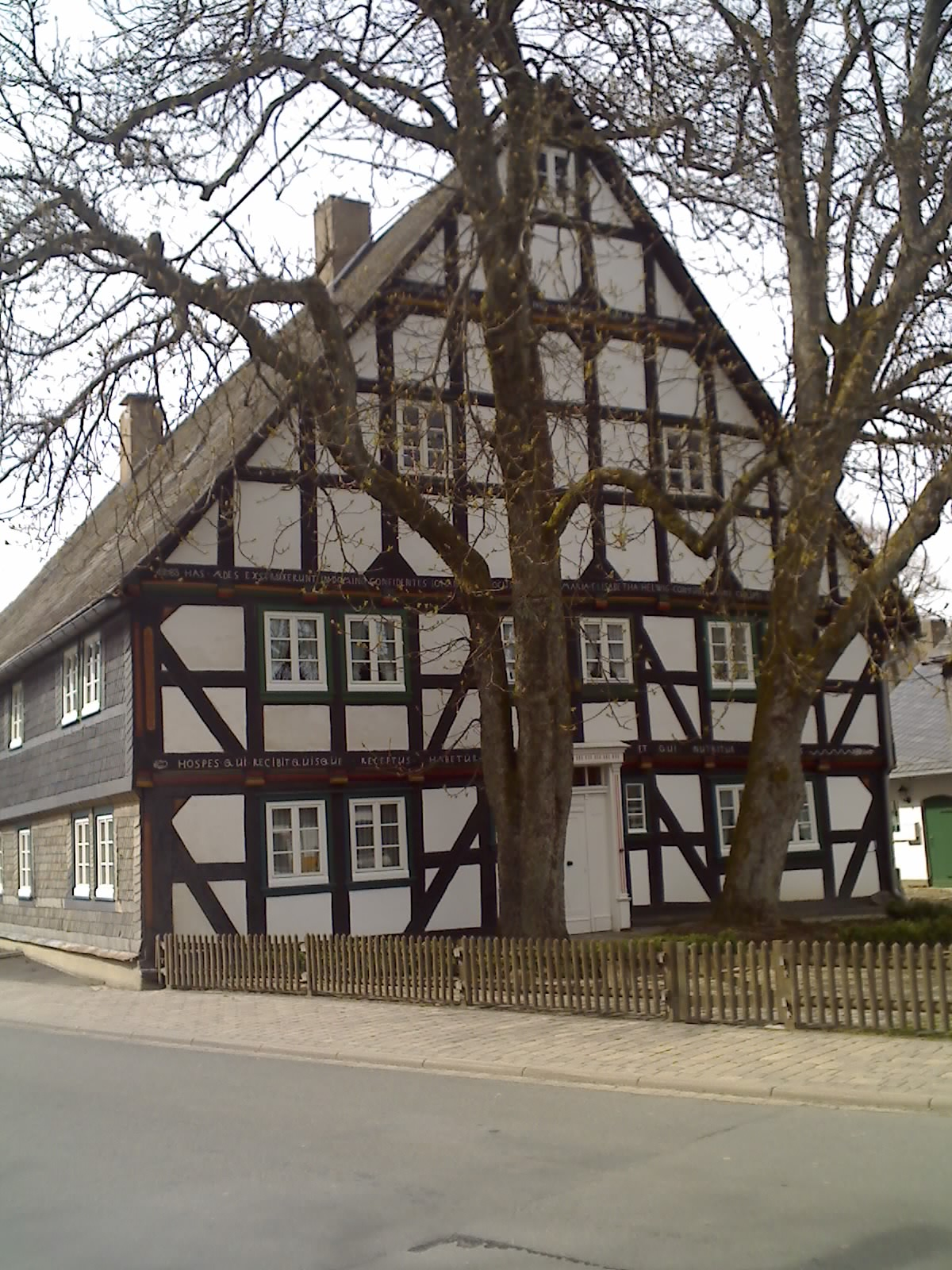
Fachwerkhaus Padberg-Ewers

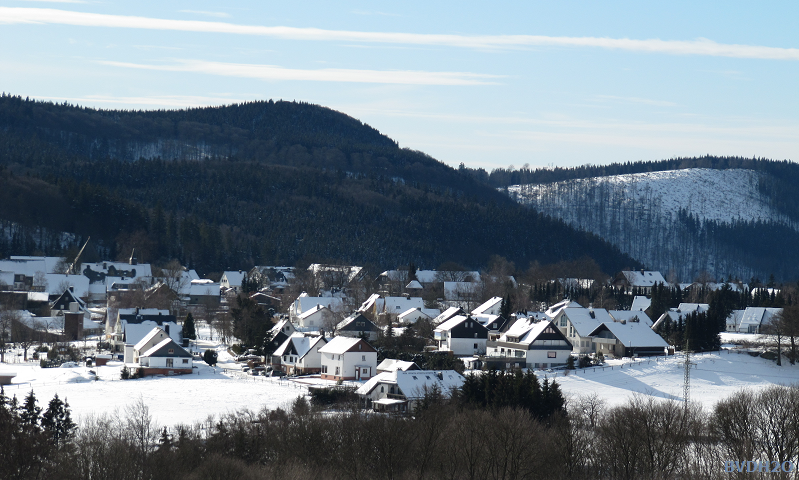
Küstelberg im Winter

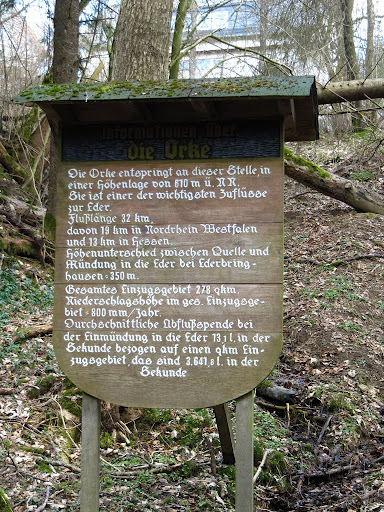
Orkequelle

Der Ort lag in früheren Jahrhunderten an dem uralten Fernhandelsweg Heidenstraße von Köln nach Leipzig und weiter. Diese Lage hat die Geschichte des Orts wesentlich geprägt.
1177 erstmals als Kuistelberg erwähnt in einer Urkunde, die eine Schenkung an das Kloster Küstelberg betraf. Spätere Ausgrabungen haben ergeben, dass das Kloster dort stand, wo heute die Kirche steht. Nach den Rekonstruktionen aufgefundener Mauerreste handelte es sich dabei um eine dreischiffige Basilika mit anschließendem Kreuzgang und Klostergebäuden.
1298 wird dieses Kloster, das zuletzt von Augustinerinnen geführt wird, nach Glindfeld verlegt, wo es später von Kreuzherren übernommen wurde.
Aber auch nach der Verlegung des Klosters behält Küstelberg seine Bedeutung durch die Lage an der Heidenstraße. Hier in Küstelberg teilt sich der Weg in zwei Strecken östlich und südlich des Schlossbergs.
1320 erhalten die Einwohner Küstelbergs durch den westfälischen Marschall Robert von Virneburg das Privileg, ihre Rechtsangelegenheiten vor einem „Burgericht“ zu regeln.
Durch die Lage an der Grenze zwischen dem Fürstentum Waldeck und dem Erzbistum Köln kam es jahrhundertelang zu Fehden und Übergriffen.
Ab 1400 nahm der Verkehr auf der Heidenstraße durch das Aufblühen des Fernhandels zu. Küstelberg entwickelte sich dadurch zu einem bekannten und wichtigen Rastplatz für Kaufleute, Fuhrleute und Pferde. Hinzu kamen Vorspanndienste, die von hier in beide Richtungen geleistet wurden.
Auch nach dem Wegzug des Klosters blieb der Ort ein viel besuchter Wallfahrtsort. Hier wurde ein Gnadenbild der Mutter Gottes verehrt, das später verschollen ging, 1967 wiederentdeckt wurde, restauriert und jetzt in der Kirche aufgestellt worden ist.
Aus den Wallfahrten und begünstigt durch die Lage entwickelten sich Pferdemärkte, die zweimal jährlich ein Anziehungspunkt für Bauern und Händler waren und bis 1964 bestanden. Ab 1966 wird dafür ein Schützenfest gefeiert.
Ab 1500 war Küstelberg eine Zeit lang wüst. Vielleicht war es schon teilweise bewohnt, aber die ersten zehn Jahre nicht zehntpflichtig.
Die Zehnten des Klosters Glindfeld werden ab 1513 vereinnahmt, obwohl vor dieser Zeit auch andere Abgaben aus Küstelberg eingezogen werden. Erst ab 1526 werden auch Zehnten für Küstelberg erhoben. Die ersten Bewohner dieser Zeit sind Ysencheem, de Rebber, Padberg und Harbecke. Vier Meyer des Klosters Glindfeld.
1618–1648: Der Dreißigjährige Krieg hat auch die hiesige Gegend schwer getroffen und tiefe Wunden geschlagen. Doch auch hier brachte die Lage an der Heidenstraße langsam wieder Handel und Betrieb in den Ort und führte damit wieder zum Aufblühen.
Insbesondere der jetzige Hof Ewers – früher Padberg – war die Kernzelle des Dorfes und entwickelte sich zu einem bekannten Rast- und Gasthof mit eigener Bier- und Branntweinbrennerei. Im 19. Jahrhundert hat hier Henriette Davidis Teile ihres berühmten Kochbuchs geschrieben.
1802 wurde der hiesige Raum vom späteren Großherzogtum Hessen-Darmstadt besetzt.
1816 kam das Gebiet durch die beim Wiener Kongress beschlossene Gebietsänderung zum Königreich Preußen.
1833 hat im oben genannten Hof Padberg der damalige Kronprinz von Preußen, Friedrich Wilhelm, seinen Geburtstag gefeiert. Er war der spätere König Friedrich Wilhelm der IV., der von 1840 bis 1857 als Preußenkönig regierte und Vorgänger des späteren deutschen Kaisers Wilhelm dem I. war.
Ab 1850 entstand eine neue Kirche, neue Häuser sowie ein Speicher für die Handelsware.
1902 wird zur besseren Verkehrserschließung der gesamten Region die Kleinbahn Steinhelle–Medebach gebaut, eine Schmalspurbahn mit 0,75 m Spurweite. Bekannt wird sie auch durch die zwischen Küstelberg und Wissinghausen notwendige Spitzkehre in Form eines „Z“.
in den letzten Wochen des Zweiten Weltkrieges wurden einzelne Bomben auf die Bahngleise in und bei Küstelberg geworfen. Am 29. März 1945 erreichten US-Panzer Küstelberg aus Richtung Medebach. An den Häusern hingen weiße Fahnen. Die US-Soldaten nahmen die drei Wachsoldaten der Wehrmacht gefangen, welche Italiener im Ort bewachten und fuhren Richtung Wissinghausen weiter. Drei Stunden nach den US-Soldaten erreichten aus Winterberg kommende deutsche Soldaten den unbesetzten Ort. Am 30. März erschien auch ein Trupp Volkssturm aus Meschede. Dorfbewohner und Italiener mussten nun beim Schloßberg Panzersperren bauen. Am folgenden Tag musste das Dorf geräumt werden und Panzer und Geschütze der Wehrmacht kamen ins Dorf. Die Bevölkerung zog in die Wälder nördlich der Hille. Die heilige Messe des 1. Ostertags wurde dort im Wald gefeiert, während in der Nähe Geschützdonner zu hören war. Ein Kreuz erinnert heute im Wald an die Stelle der Messe. Als am zweiten Ostertag in der Nähe des Waldlagers in der Hille deutsche Geschütze aufgestellt wurden, zogen die Einwohner ins Dorf zurück. Die US-Truppen eroberten Küstelberg am 3. März. Acht deutsche Soldaten fielen in diesen Kämpfen und wurden später auf dem Dorffriedhof begraben. Nun schossen deutsche Geschütze ins Dorf und beschädigten zahlreiche Gebäude, darunter die Kirche. Zwischen Küstelberg und Grönebach wurde am 4. April schwer gekämpft. An diesen Kämpfen war ein deutscher Panther-Panzer und zwei Sturmgeschütze beteiligt. Am 7. April starb ein Einwohner als bei Aufräumarbeiten eine Handgranate explodierte. In der Folgenzeit kam es zu Überfällen ehemaliger Fremdarbeiter, welche am 16. Juni der Pastor Daub erschossen.
Im Zweiten Weltkrieg fielen 13 Küstelberger, davon die meisten an der Ostfront, als Soldaten oder starben in Gefangenschaft.
1952 wird die Bahnstrecke stillgelegt. An vielen Stellen ist die alte Trassenführung heute noch deutlich sichtbar.
Am 1. Juli 1969 wird die bis dahin selbständige Gemeinde mit den Orten des früheren Amtes Medebach zur neuen Stadt zusammengefasst.
1983 Gewinn der Goldmedaille auf Landesebene im Rahmen des Wettbewerbs „Unser Dorf soll schöner werden“

## Freizeit und Tourismus
Durch die artenreichen Mischbestände der seit Jahrhunderten nachhaltig wirtschaftenden Waldbesitzer des Rothaargebirges rund um Küstelberg wurden reichlich Rad- und Wanderwege ausgewiesen sowie sorgfältig gekennzeichnet. Insbesondere ist der Rothaarsteig zu nennen, der von Brilon bis Dillenburg verläuft. Ein weiterer neu eingerichteter Wanderweg, der Sauerland-Höhenflug, kommt vom Hillekopf und verlässt Küstelberg in Richtung Rösberg. Im Bergmassiv Hopperkopf/Hillekopf mit seinen drei Bergen über 800 Metern über NN schließt sich am sog. Toten Mann der Waldecker Uplandsteig an. Im Ort gibt es Hotels, Gaststätten und ein Café. Die 500 Jahre alte Winterlinde am früheren Pferdemarkt lädt zum Rasten ein. Am Schlossberg befinden sich drei Skilifte mit zugehörigen Pisten.
Es besteht ein Hochseilklettergarten. Für Skilangläufer gibt es die Reetsbergloipe. In das nach Schwierigkeitsgraden unterscheidende Führungssystem haben Verkehrsverein und Forstverwaltung einen deutschlandweit einmaligen Loipenlehrpfad integriert, der den sportlichen Gästen die Geologie, Tier- und Pflanzenwelt des Sauerlandes näher bringt.